# إيملي راب بلاك
إيملي راب بلاك (بالإنجليزية: Emily Susan Rapp)‏ هي كاتِبة وشاعرة أمريكية، ولدت في 12 يوليو 1974 في غراند إيسلاند في الولايات المتحدة.

## وصلات خارجية
- الموقع الرسمي